# 北日本通信工業
北日本通信工業株式会社（きたにほんつうしんこうぎょう、英：KITA NIHON TSUSHIN KOGYO Co.,Ltd.、略：KNT）は、福島県須賀川市に本社を置き、アーケードゲーム機の機器の開発・製造・販売を手がける企業。

## 概要
主要業務は主にジェミニシリーズやデカクレシリーズで展開しているプライズゲームとエアホッケーなどの体感ゲームの製造・販売であるが、中古アーケードゲームの販売やアーケードゲーム機のレンタル業務なども行っている。また、設立2年後にセガ・エンタープライゼス（後のセガ）から生産受託を受けたり、ナムコ（後のバンダイナムコアミューズメント）と冷凍機能付きプライズゲームを共同開発するなど、大手メーカーとの関係も深い。
かつてはアミューズメント施設を直営で行っていたが、2004年12月に設立した株式会社マジカルモーメントへ事業が移管された。

## 沿革
- 1984年5月 - 設立。
- 1986年6月 - セガ・エンタープライゼス（後のセガ）のアーケードゲームの受託生産を開始。
- 1989年6月 - 低周波治療器を発売。
- 1992年6月 - 占いゲーム機であるリュウドウを発売。
- 1993年6月 - 初の自社発売によるプライズゲームであるホロホロトレメンドスを発売。
- 1998年8月 - 初の直営アミューズメント施設であるファイターズK'ONEを、青森県八戸市に開業。
- 1999年6月 - 初の自社発売によるメダルゲームであるダンシングハッツを発売。
- 2000年7月 - 体感ゲームである電子式金魚すくいを発売。
- 2003年4月 - 東京営業所開設。
- 2004年12月 - 株式会社マジカルモーメントを設立し、アミューズメント施設事業をマジカルモーメントへ移管。
- 2017年
  - 2月 - ジャパンアミューズメントエキスポ2017にロボット型バッテリーカーを参考出展[1]。
  - 7月 - ナムコ（後のバンダイナムコアミューズメント）と共同で、冷凍機能付のプライズゲームであるジェミニアイスを開発[2]。

## 主な製品

### プライズゲーム
- ジェミニシリーズ
  - ジェミニⅢ
  - ジェミニマルチミニ
  - ジェミニⅡ
  - ジェミニ80アルファ
  - ジェミニビッグアルファ
  - ジェミニアイス
  - ジェミニマルチ
  - ジェミニマルチⅡ
  - ジェミニピッコロ
  - ジェミニ80(生産終了)
  - ジェミニ90
  - ジェミニッチコンパクト
  - ジェミニビッグ(生産終了)
  - ジェミニビッグⅡ
  - ジェミニマックス
  - ミニキャッチャージェミニッチ(生産終了)
  - ミニキャッチャーツインジェミニ

- デカクレシリーズ

詳細は「デカクレ」を参照。
- ちびクレアルファ
- ちびクレ
- ツイスタービッグ(生産終了)
- ツイスター(生産終了)
- もりのゆうえんち(生産終了)
- ドリームキャッスル(生産終了)
- ドリームキャッスル2

2019年発売、前作「ドリームキャッスル」発売から12年ぶりの後継機種。フルカラーLEDの採用で、アイキャッチ性を重視。オプションの架台の装着で、筐体の高さを調節可能。

### 体感ゲーム機
- ウキウキ!ホッケー2
- モグラッシュ2
- タコラッシュ2
- クラッチシューター2
- ASTRAL STRIKE [アストラル ストライク]

### メダルゲーム機
- マジシャン4P
- マジシャンシングル